# Недорозик, Стивен
Стивен Недорозик (англ. Stephen Nedoroscik; род. 28 октября 1998, Вустер, Массачусетс) — американский гимнаст, двукратный бронзовый призёр летних Олимпийских игр 2024 года в командном многоборье и в упражнениях на коне, чемпион мира 2021 года в упражнениях на коне, чемпион Панамериканских игр 2023 года в командном многоборье.

## Биография
Стивен Недорозик родился 28 октября 1998 года в Вустере в Массачусетсе, в семье Шерил и Джона Недорозиков. Его род имеет словацкие корни. Прадедушка и прабабушка Стивена эмигрировали из Словакии. У него есть две родные сестры, а сам он назван в честь деда по отцовской линии (1927—2023), ветерана ВМС США, который проходил службу во время Второй мировой войны и Корейской войны.
Недорозик родился с колобомой и косоглазием. Из-за проблем со зрением вынужден носить очки и не смог получить водительское удостоверение.
Недорозик изучал электромеханику в Вустерской технической высшей школе и участвовал в программе по автоматизации робототехники. Он поступил в Пенсильванский государственный университет, который окончил в 2020 году по специальности «электротехника».

## Спортивная карьера
С 2015 года принимает участие в международных спортивных стартах по гимнастике.
В 2021 году дебютировал в составе команды США на чемпионате мира и сразу же стал чемпионом в упражнениях на коне.
На Панамериканских играх 2023 года в Сантьяго Недорозик помог сборной США занять первое место в командном многоборье. В упражнении на коне Стивен занял только пятое место.
В июне 2024 года Стивен был выбран представителем США на летних Олимпийских играх 2024 года. На Играх в Париже Недорозик завоевал две бронзовые олимпийские медали в упражнении на коне и в командном многоборье.